# Virunum
Virunum – stolica biskupia historycznej diecezji (łac. dioecesis Virunensis) w rzymskiej prowincji Noricum. Obecnie – katolickie biskupstwo tytularne. 
W średniowieczu było siedzibą sufraganii patriarchatu w Akwilei, politycznie zależnego od cesarzy. 
Współcześnie Virunum jest stanowiskiem archeologicznym w austriackiej Karyntii, niedaleko miejscowości Zollfeld i Maria Saal.

## Biskupi tytularni
| Lp. | Biskup                       | Funkcja             | Od                | Do               |
| --- | ---------------------------- | ------------------- | ----------------- | ---------------- |
| 1   | Jožef Žabkar                 | nuncjusz apostolski | 17 maja 1969      | 19 maja 1984     |
| 2   | Antonio Mattiazzo            | nuncjusz apostolski | 16 listopada 1985 | 5 lipca 1989     |
| 3   | Oscar Rizzato                | jałmużnik papieski  | 23 grudnia 1989   | 11 stycznia 2021 |
| 4   | Fermín Emilio Sosa Rodríguez | nuncjusz apostolski | 31 marca 2021     |                  |